# Ciclo de Carnot

Esquema de una máquina de Carnot. La máquina absorbe calor desde la fuente caliente T_{1} y cede calor a la fría T_{2}, produciendo trabajo.

El ciclo de Carnot es un ciclo termodinámico que se produce en un equipo o máquina cuando trabaja absorbiendo una cantidad de calor Q1 de una fuente de mayor temperatura y cediendo un calor Q2 a la de menor temperatura produciendo un trabajo sobre el exterior.
El rendimiento de este ciclo viene definido por
{\displaystyle \eta =1-{\frac {T_{2}}{T_{1}}}}
y, como se verá adelante, es mayor que el producido por cualquier máquina que funcione cíclicamente entre las mismas fuentes de temperatura. Una máquina térmica que realiza este ciclo se denomina máquina de Carnot.
Como todos los procesos que tienen lugar en el ciclo ideal son reversibles, el ciclo puede invertirse y la máquina absorbería calor de la fuente fría y cedería calor a la fuente caliente, teniendo que suministrar trabajo a la máquina. Si el objetivo de esta máquina es extraer calor de la fuente fría (para mantenerla fría) se denomina máquina frigorífica, y si es ceder calor a la fuente caliente, bomba de calor.
Fue publicado por Sadi Carnot  en 1824 en su único libro Réflexions sur la puissance motrice du feu et sur les machines propres à développer cette puissance (Reflexiones sobre la potencia motriz del fuego y sobre las máquinas propias a desarrollar esta potencia) y permitió abrir el camino para la formulación de la segunda ley de la termodinámica.

## El ciclo de Carnot

Ciclo de Carnot en el diagrama de Clapeyron (P y V)
- AB: expansión isoterma;
- BC: expansión adiabática;
- CD: compresión isoterma;
- DA: compresión adiabática.

Ciclo de Carnot para un cuerpo difuso en el diagrama de Clapeyron:
- AB : evaporización completa;
- BC: expansión adiabática;
- CD: licuefacción parcial;
- DA: compresión adiabática y licuefacción del vapor presente en D.

Ciclo de Carnot en un diagrama temperatura-entropía.
- AB: expansión isoterma;
- BC: expansión adiabática;
- CD: compresión isoterma;
- DA: compresión adiabática.

El ciclo de Carnot consta de cuatro etapas: dos procesos isotermos (a temperatura constante) y dos adiabáticos (aislados térmicamente). Las aplicaciones del Primer principio de la termodinámica están escritos acorde con el Criterio de signos termodinámico.
Expansión isoterma (proceso A → B en el diagrama): Se parte de una situación en que el gas se encuentra al mínimo volumen del ciclo y a temperatura T1 de la fuente caliente. En este estado se transfiere calor al cilindro desde la fuente de temperatura T1, haciendo que el gas se expanda. Al expandirse, el gas tiende a enfriarse, pero absorbe calor de T1 y mantiene su temperatura constante. Al tratarse de un gas ideal, al no cambiar la temperatura tampoco lo hace su energía interna, y despreciando los cambios en la energía potencial y la cinética, a partir de la 1.ª ley de la termodinámica se observa que todo el calor transferido es convertido en trabajo:

{\displaystyle Q_{12}>0\ ;\ U_{12}=0\ \Longrightarrow \ 0=U_{12}=Q_{12}-W_{12}\ \Longrightarrow \ W_{12}=Q_{12}\ \Longrightarrow \ W_{12}>0}

Desde el punto de vista de la entropía, ésta aumenta en este proceso: por definición, una variación de entropía viene dada por el cociente entre el calor transferido y la temperatura de la fuente en un proceso reversible: {\displaystyle dS={\frac {\delta Q}{T}}{\bigg |}_{rev}}. Como el proceso es efectivamente reversible, la entropía aumentará, {\displaystyle S_{12}={\frac {Q_{12}}{T_{1}}}>0}.
Expansión adiabática (B → C): La expansión isoterma termina en un punto tal que el resto de la expansión pueda realizarse sin intercambio de calor. A partir de aquí el sistema se aísla térmicamente, con lo que no hay transferencia de calor con el exterior. Esta expansión adiabática hace que el gas se enfríe hasta alcanzar exactamente la temperatura T2 en el momento en que el gas alcanza su volumen máximo. Al enfriarse disminuye su energía interna, con lo que utilizando un razonamiento análogo al anterior proceso:

{\displaystyle Q_{23}=0\ ;\ U_{23}<0\ \Longrightarrow \ U_{23}=-W_{23}\Longrightarrow \ W_{23}>0}

Esta vez, al no haber transferencia de calor, la entropía se mantiene constante: {\displaystyle S_{23}=0\,}
Compresión isoterma (C → D): Se pone en contacto con el sistema la fuente de calor de temperatura T2 y el gas comienza a comprimirse, pero no aumenta su temperatura porque va cediendo calor a la fuente fría. Al no cambiar la temperatura tampoco lo hace la energía interna, y la cesión de calor implica que hay que hacer un trabajo sobre el sistema

{\displaystyle Q_{34}<0\ ;\ U_{34}=0\ \Longrightarrow \ 0=U_{34}=Q_{34}-W_{34}\ \Longrightarrow \ W_{34}=Q_{34}\ \Longrightarrow \ W_{34}<0}

Al ser el calor negativo, la entropía disminuye: {\displaystyle S_{34}={\frac {Q_{34}}{T_{2}}}<0}
Compresión adiabática (D → A): Aislado térmicamente, el sistema evoluciona comprimiéndose y aumentando su temperatura hasta el estado inicial. La energía interna aumenta y el calor es nulo, habiendo que comunicar un trabajo al sistema:

{\displaystyle Q_{41}=0\ ;\ U_{41}>0\ \Longrightarrow \ U_{41}=-W_{41}\Longrightarrow \ W_{41}<0}

Al ser un proceso adiabático, no hay transferencia de calor, por lo tanto la entropía no varía: {\displaystyle S_{41}=0\,}

### Trabajo del ciclo
Por convención de signos, un signo negativo significa lo contrario. Es decir, un trabajo negativo significa que el trabajo es realizado sobre el sistema.
Con este convenio de signos el trabajo obtenido deberá ser, por lo tanto, negativo. Tal como está definido, y despreciando los cambios en energía mecánica, a partir de la primera ley:

{\displaystyle dU=\delta Q-\delta W\quad \Longrightarrow \quad \delta W=\delta Q-dU\quad \Longrightarrow \quad W=\oint \delta Q-dU}

Como dU (diferencial de la energía interna) es una diferencial exacta, el valor de U es el mismo al inicio y al final del ciclo, y es independiente del camino, por lo tanto la integral de dU vale cero, con lo que queda

{\displaystyle W=\oint \delta Q=\int _{1}^{2}T_{1}dS+\int _{3}^{4}T_{2}dS=T_{1}(S_{B}-S_{A})+T_{2}(S_{A}-S_{B})=(T_{1}-T_{2})(S_{B}-S_{A})>0}.

Por lo tanto, en el ciclo el sistema ha realizado un trabajo sobre el exterior.

## Teoremas de Carnot
1. No puede existir una máquina térmica que funcionando entre dos fuentes térmicas dadas tenga mayor rendimiento que una de Carnot que funcione entre esas mismas fuentes térmicas.
Para demostrarlo se supondrá que no se cumple el teorema, y se verá que el no cumplimiento transgrede el segundo principio de la termodinámica. Se tienen pues dos máquinas, una llamada X y otra, de Carnot, R, operando entre las mismas fuentes térmicas y absorbiendo el mismo calor de la caliente. Como se supone que {\displaystyle \eta _{X}>\eta _{R}\,}, y por definición

{\displaystyle \eta _{X}={\frac {W_{X}}{Q_{1}}}\ ;\ \eta _{R}={\frac {W_{R}}{Q_{1}}}\ \Longrightarrow \ W_{X}>W_{R}\ ,\ Q_{2X}<Q_{2R}},

donde {\displaystyle W\,} y {\displaystyle Q_{2}\,} denotan el trabajo producido y el calor cedido a la fuente fría respectivamente, y los subíndices la máquina a la que se refieren.
Como R es reversible, se le puede hacer funcionar como máquina frigorífica. Como {\displaystyle W_{X}>W_{R}\,}, la máquina X puede suministrar a R el trabajo {\displaystyle W_{R}\,} que necesita para funcionar como máquina frigorífica, y X producirá un trabajo neto {\displaystyle W_{X}-W_{R}\,}. Al funcionar en sentido inverso, R está absorbiendo calor {\displaystyle Q_{2R}\,} de la fuente fría y está cediendo calor {\displaystyle Q_{1}\,} a la caliente.
El sistema formado por las dos máquinas funciona cíclicamente realizando un trabajo {\displaystyle W_{X}-W_{R}\,} e intercambiando un calor {\displaystyle Q_{2X}-Q_{2R}\,} con una única fuente térmica, lo cual va en contra del segundo principio de la termodinámica. Por lo tanto:
| {\displaystyle \eta _{X}\ \leq \ \eta _{R}} |

2. Dos máquinas reversibles operando entre las mismas fuentes térmicas tienen el mismo rendimiento.
Igual que antes, se supone que no se cumple el teorema y se verá que se violará el segundo principio. Sean R1 y R2 dos máquinas reversibles, operando entre las mismas fuentes térmicas y absorbiendo el mismo calor de la caliente, con distintos rendimientos. Si es R1 la de menor rendimiento, entonces {\displaystyle W_{R_{1}}<W_{R_{2}}}.
Invirtiendo R1, la máquina R2 puede suministrarle el trabajo {\displaystyle W_{R_{1}}} para que trabaje como máquina frigorífica, y R2 producirá un trabajo {\displaystyle W_{R_{2}}-W_{R_{1}}}.
El sistema formado por las dos máquinas funciona cíclicamente realizando un trabajo {\displaystyle W_{R_{2}}-W_{R_{1}}} e intercambiando un calor {\displaystyle Q_{2R_{2}}-Q_{2R_{1}}} con una única fuente térmica, lo cual va en contra de la segunda ley. Por lo tanto:
| {\displaystyle \eta _{R_{1}}\ =\ \eta _{R_{2}}\,} |

## Rendimiento
A partir del segundo teorema de Carnot se puede decir que, como dos máquinas reversibles tienen el mismo rendimiento, éste será independiente de la sustancia de trabajo de las máquinas, las propiedades o la forma en la que se realice el ciclo. Tan solo dependerá de las temperaturas de las fuentes entre las que trabaje. Si se tiene una máquina que trabaja entre fuentes a temperatura T1 y T2, el rendimiento será una función de las dos como variables:

{\displaystyle \eta =1-{\frac {Q_{2}}{Q_{1}}}=\phi (T_{1},T_{2})\quad \Longrightarrow \quad {\frac {Q_{1}}{Q_{2}}}={\frac {1}{1-\phi (T_{1},T_{2})}}=f(T_{1},T_{2})}.

Por lo tanto, el cociente entre los calores transferidos es función de las temperaturas de las fuentes. Nótese que como, por la segunda ley de la termodinámica, el rendimiento nunca puede ser igual a la unidad, la función f está siempre definida.
Considérense ahora tres máquinas que trabajan entre fuentes a temperaturas tales que {\displaystyle T_{1}>T_{2}>T_{3}}. La primera máquina trabaja entre las fuentes 1 y 2, la segunda entre 1 y 3, y la tercera entre 3 y 2, de modo que desde cada fuente se intercambia el mismo calor con las máquinas que actúan sobre ella. Es decir, tanto la primera máquina como la segunda absorben un calor Q1, la primera y la tercera ceden y absorben Q2 respectivamente y la segunda y la tercera ceden Q3. De la ecuación anterior se puede obtener, aplicada a cada máquina:

{\displaystyle {\frac {Q_{1}}{Q_{2}}}=f(T_{1},T_{2})\ ;\ {\frac {Q_{1}}{Q_{3}}}=f(T_{1},T_{3})\ ;\ {\frac {Q_{3}}{Q_{2}}}=f(T_{3},T_{2})}

Aplicando relaciones matemáticas se observa cierta transitividad:

{\displaystyle {\frac {Q_{1}}{Q_{2}}}={\frac {Q_{1}}{Q_{3}}}{\frac {Q_{3}}{Q_{2}}}\quad \Longrightarrow \quad f(T_{1},T_{2})=f(T_{1},T_{3})f(T_{3},T_{2})}

Como el primer miembro es función solamente de T1 y T2, también lo será el segundo miembro, independientemente de T3. Para que eso se cumpla f debe ser de la forma:

{\displaystyle f(T_{i},T_{j})={\frac {\Phi (T_{i})}{\Phi (T_{j})}}\quad \Longrightarrow \quad {\frac {Q_{1}}{Q_{2}}}={\frac {\Phi (T_{1})}{\Phi (T_{2})}}}

De las distintas funciones que satisfacen esa condición, la más sencilla es la propuesta por Kelvin, {\displaystyle \Phi (T)=T}, con lo que el cociente entre calores queda:

{\displaystyle {\frac {Q_{1}}{Q_{2}}}={\frac {T_{1}}{T_{2}}}}

y trasladando este cociente a la definición de rendimiento:

{\displaystyle \eta =1-{\frac {T_{2}}{T_{1}}}}

Otra forma de llegar a este resultado es por medio de la entropía, definida como {\displaystyle dS={\frac {\delta Q}{T}}{\bigg |}_{rev}}. De ahí se puede sacar los calores transferidos en los procesos 1 → 2 y 3 → 4:

{\displaystyle \delta Q=TdS\quad \Longrightarrow \quad Q=\int TdS}

{\displaystyle Q_{1}=\int _{1}^{2}T_{1}dS=T_{1}(S_{B}-S_{A})}

{\displaystyle Q_{2}=\int _{3}^{4}T_{2}dS=T_{2}(S_{A}-S_{B})=-T_{2}(S_{B}-S_{A})}

Como puede observarse, el calor transferido con la primera fuente es positivo y con la segunda negativo, por el convenio de signos adoptado.
Teniendo en cuenta que para calcular el rendimiento de un ciclo se utilizan los valores absolutos de los trabajos y calores,

{\displaystyle {\frac {Q_{2}}{Q_{1}}}={\frac {T_{2}(S_{B}-S_{A})}{T_{1}(S_{B}-S_{A})}}={\frac {T_{2}}{T_{1}}}}

se tiene finalmente el resultado deseado:

{\displaystyle \eta =1-{\frac {T_{2}}{T_{1}}}}.

## Ciclo real
Todos los procesos reales tienen alguna irreversibilidad, ya sea mecánica por rozamiento, térmica o de otro tipo. Sin embargo, las irreversibilidades se pueden reducir, pudiéndose considerar reversible un proceso cuasiestático y sin efectos disipativos. Los efectos disipativos se reducen minimizando el rozamiento entre las distintas partes del sistema y los gradientes de temperatura; el proceso es cuasiestático si la desviación del equilibrio termodinámico es a lo sumo infinitesimal, esto es, si el tiempo característico del proceso es mucho mayor que el tiempo de relajación (el tiempo que transcurre entre que se altera el equilibrio hasta que se recupera). Por ejemplo, si la velocidad con la que se desplaza un émbolo es pequeña comparada con la del sonido del gas, se puede considerar que las propiedades son uniformes espacialmente, ya que el tiempo de relajación mecánico es del orden de V1/3/a (donde V es el volumen del cilindro y a la velocidad del sonido), tiempo de propagación de las ondas de presión, mucho más pequeño que el tiempo característico del proceso, V1/3/w (donde w es la velocidad del émbolo), y se pueden despreciar las irreversibilidades.
Si se hace que los procesos adiabáticos del ciclo sean lentos para minimizar las irreversibilidades se hace imposible frenar la transferencia de calor. Como las paredes reales del sistema no pueden ser completamente adiabáticas, el aislamiento térmico es imposible, sobre todo si el tiempo característico del proceso es largo. Además, en los procesos isotermos del ciclo existen irreversibilidades inherentes a la transferencia de calor. Por lo tanto, es imposible conseguir un ciclo real libre por el primer teorema de Carnot la eficiencia será menor que un ciclo ideal.